# 대구광역시립남부도서관
남부도서관(南部圖書館, DAEGU METROPOLITAN NAMBU LIBRARY)은 대구광역시 남구 소재한 공공도서관으로서 대구광역시교육청 직속기관이다. 문헌자료와 디지털자료 등 다양한 자료를 소장하여 지역주민들에게 서비스를 제공하고 여러 주제분야의 문화행사와 평생교육 프로그램을 운영하고 있다.

## 연혁
- 1995년 12월 8일 대구광역시립남부도서관 개관
- 2001년 11월 29일 전국문화기반 시설운영평가 우수상 수상
- 2007년 3월 9일 아기랑부모랑 자료실 개설
- 2007년 3월 30일 제39회 한국도서관단체상 수상
- 2008년 10월 7일 2008대구평생학습상 최우수상 수상
- 2009년 11월 26일 2009년도 제3회 공공도서관 협력 유공포상(국립중앙도서관장상)

## 자료실 운영
일반도서와 참고도서 지도자료를 소장하고 있는 도서종합자료실, 어린이도서와 육아도서를 소장하고 있는 어린이열람실, 신문 잡지 논문 등을 소장하고 있는 정기간행물실과 시청각실, 디지털자료실, 노인·장애인실을 운영하고 있다.

## 시설 현황
- 건물 연면적: 7,533m2
- 좌석수: 1,402석

## 참조
대구광역시립남부도서관 연혁